# Rebecca Sieff
Rebecca Doro Sieff (* 23. Februar 1890 in Leeds; † 8. Januar 1966 in Tel Aviv) war eine britische Zionistin.

## Leben und Tätigkeit
Sieff stammte aus einer wohlhabenden jüdischen Familie. Sie wurde unter dem Namen Rebecca Marks als zweites von fünf Kindern geboren. Ihr Vater Michael Marks (1864–1907) war 1882 vor antisemitischen Pogromen aus Russland geflohen und nach Großbritannien gelangt, wo er sich vom kleinen Händler zum Mitbesitzer eines Großhandelsunternehmens, das heute unter dem Namen Marks & Spencer bekannt ist, hocharbeitete. Seine Frau Hanna, geb. Cohen (1865–1917), heiratete er 1886. Seit 1894 lebte die Familie in Manchester.
Nach dem Besuch der Manchester High School for Girls studierte Marks englische Literatur an der Universität Manchester. Zu dieser Zeit begann sie sich in der britischen Frauenrechtsbewegung zu betätigen. Um 1910 schloss sie sich zudem der zionistischen Bewegung in Großbritannien an, in der sie sich entsprechend ihren frauenrechtlerischen Interessen zumal in der Frauengruppe B’not Zion engagierte.
1910 heiratete Marks Israel Sieff, einen der führenden Zionisten Großbritanniens. Durch ihn stand sie in enger Verbindung mit Chaim Weizmann.
Während des Ersten Weltkrieges betätigte Sieff sich in wohltätigen Organisationen, die für die jüdische Bevölkerung Polens (Charity Fund for Polish Jewry) Spenden sammelten. 1918 wurde sie in den Rat der Englischen Zionistischen Federation (Council of the English Zionist Federation) gewählt, wobei sie eine von nur drei Frauen war, die direkt – und nicht als Repräsentanten untergeordneter Gruppen – in diese Körperschaft gewählt wurden. Im selben Jahr beteiligte sie sich an der Gründung der Federation of Women Zionists (FWZ).
1919 unternahm Sieff zusammen mit der Ehefrau von Chaim Weizmann und einigen anderen eine Reise nach Palästina, um die dortigen Lebensverhältnisse zu studieren und Empfehlungen zu erarbeiten, auf welche Weise die von der britischen Regierung mit der Balfour-Deklaration zugesagte Gründung einer jüdischen Heimstatt in Palästina in Hinblick auf die Interessen von Frauen umgesetzt werden sollte. Zu diesem Zweck bildeten sie einen Ausschuss namens Women’s Representative Committee.
Während des Internationalen Zionistenkongresses in London im Juli 1920 wurde Sieff zur Präsidentin der Women’s International Zionist Organisation (WIZO) gewählt. Diese Position behielt sie bis zu ihrem Tod 1966 bei (seit 1963 als Ehrenpräsidentin auf Lebenszeit). Der Schwerpunkt der Arbeit dieser Organisation, die sie zusammen mit Vera Weizmann leitete, richtete sich bald darauf, die Ausbildung von Frauen, die nach Palästina auswandern wollten, in landwirtschaftlicher Arbeit zu organisieren, um sie darauf vorzubereiten, als Siedlerinnen in dem damals überwiegend agrarisch geprägten Land leben zu können.
1926 siedelte Sieff mit ihrer Familie nach London über.
1933 gründete Sieff angesichts der Machtergreifung der NSDAP in Deutschland das Women’s Appeal Committee des Central British Fund for German Jewry, einen bei der jüdischen Hilfsorganisation für aus Deutschland geflüchtete Juden angesiedelten Ausschuss, der sich speziell der Unterstützung von Frauen widmete. 1938 organisierte sie die Übersiedlung von 1000 jüdischen Kindern aus dem NS-Staat im Rahmen der Kindertransporte nach Großbritannien.
1934 stifteten Sieff und ihr Ehemann die Mittel zur Gründung des Daniel Sieff Research Institute in Rechovot, das nach ihrem verstorbenen Sohn benannt wurde. Später wurde es zum Weizmann-Institut weiterentwickelt.
Von den nationalsozialistischen Polizeiorganen wurde Sieff Ende der 1930er Jahre als wichtige Zielperson eingestuft: Im Frühjahr 1940 setzte das Reichssicherheitshauptamt in Berlin sie auf die Sonderfahndungsliste G.B., ein Verzeichnis von Personen, die im Falle einer erfolgreichen deutschen Invasion Großbritanniens durch die Sonderkommandos der SS-Einsatzgruppen mit besonderer Priorität ausfindig gemacht und verhaftet werden sollten.
Nach dem Zweiten Weltkrieg besuchte Sieff im Nachkriegsdeutschland DP-Lager, um die dortigen Displaced Persons zu beraten und jüdischen Personen bei ihrer Emigration nach Palästina behilflich zu sein. Die Anstrengungen der britischen Regierung, die Übersiedlung von europäischen Juden nach Palästina zu unterbinden, veranlassten sie zur selben Zeit dazu, scharfe öffentliche Proteste gegen diese Politik zu erheben. 1947 trat Sieff vor dem UNSCOP (Sonderkomitee der Vereinten Nationen zur Palästinafrage) als Sachverständige auf.
Nach der Gründung des Staates Israel ließ Sieff sich in Tel Mond nieder. 1957 verübten arabische Terroristen aus dem Sinai einen Anschlag auf Sieffs Haus in Tel Mond, bei dem ihr Gärtner getötet wurde.
Nach ihrem Tod wurde Sieff auf dem Friedhof Tel Mond beigesetzt.

## Ehrungen
Das Sieff Hospital in Safed ist nach Sieff benannt.

## Familie
Aus ihrer Ehe mit Israel Sieff hatte Rebecca Sieff vier Kinder: Michael (1911–1988), Marcus (1913–2001), Daniel (1915–1932) und Judith (1921–1994).